# Federazione di rugby a 15 dell'Australia
Rugby Australia è l’organismo di governo del rugby a 15 e del rugby a 7 in Australia.
Fondata nel 1949 come Australian Rugby Football Union e in seguito divenuta semplicemente Australian Rugby Union, è affiliata a World Rugby fin dalla sua istituzione e nel 2000 fu tra i fondatori e membri di Oceania Rugby, la confederazione continentale della disciplina.
A livello maschile la federazione vanta due vittorie in Coppa del Mondo (nel 1991 e 1999) con gli Wallabies, mentre a quello femminile la nazionale maggiore vanta come miglior risultato il terzo posto mondiale nel 2010; nel rugby a 7 vanta la vittoria nella Coppa del Mondo 2009 e campionessa olimpica uscente, in entrambe le occasioni con la nazionale femminile.
A livello di club è organizzatore del campionato nazionale, il National Rugby Championship, ed è direttamente o indirettamente proprietaria delle quattro franchise australiane che militano nel Super Rugby (Brumbies, Rebels, Reds e Waratahs).

## Storia
Il rugby è giocato in Australia fin dagli anni venti del XIX secolo nell’area di Sydney; convenzionalmente la data ufficiale di nascita del rugby nel Paese si fa risalire all’istituzione del Sydney University Club (1864), la più anziana squadra australiana.
Nel 1874 nacque una federazione in Nuovo Galles del Sud e nel 1883 in Queensland; nel 1892 esse assunsero il nome di, rispettivamente New South Wales Rugby Union e Queensland Rugby Union.
Le due union cogestirono una selezione rappresentante l’intera Australia che debuttò il 24 giugno 1899 contro i Isole Britanniche nel corso del loro primo tour ufficiale.
Singolarmente, non avendo ancora un colore nazionale, fu deciso che le partite giocate in Nuovo Galles del Sud si tenessero indossando una tenuta blu mentre in quelle in Queensland un completo cremisi, ovvero le tonalità cromatiche che contraddistinguono i due Stati.
Sempre in quello stesso anno la selezione australiana visitò le Isole Britanniche e il Nordamerica durante un tour lungo 9 mesi.

Il logo usato dalla federazione dal 2001 al 2017

Fino al 1947 la NSWRU veniva de facto considerata, per anzianità, la rappresentante internazionale del rugby australiano anche in seno all’International Rugby Football Board (nome con cui era nota l’odierna World Rugby); in quell’anno le varie federazioni statali giunsero alla conclusione che fosse opportuno creare un unico organismo nazionale per tutelare meglio gli interessi del rugby interno, e un’ulteriore spinta venne dall’IRFB che offrì all’Australia un seggio nel proprio consiglio direttivo.
Il 25 novembre 1949 nacque quindi l'Australian Rugby Football Union il cui protocollo fu firmato da 11 delegati in rappresentanza di Nuovo Galles del Sud, Queensland, Australia Meridionale, Australia Occidentale, Tasmania e Victoria.
Il primo presidente della federazione fu il giudice ed ex rugbista Leslie Herron, all’epoca presidente della federazione del Nuovo Galles del Sud; nel 1972 giunse l’affiliazione della federazione del territorio della Capitale Australiana e nel 1978 quello del Territorio del Nord.
Nel 1985 la federazione assunse lo status di persona giuridica e nel 1987 fu organizzatrice insieme alla Nuova Zelanda della prima Coppa del Mondo di rugby che si tenne congiuntamente nei due Paesi.
Nel 1991 la sua squadra maschile divenne campione del mondo battendo in finale i padroni di casa dell’Inghilterra per 12-6 allo stadio di Twickenham.
Nel 1994 vide la luce la nazionale femminile, all’epoca tuttavia ancora non sotto la sua giurisdizione, bensì sotto quella dell’Australian Women’s Rugby Union, che esordì con una sconfitta contro la Nuova Zelanda; la federazione — che nel frattempo nel 1997 aveva cambiato nome in Australian Rugby Union e come forma giuridica era una società a responsabilità limitata — ne assunse la gestione diretta prima della Coppa del Mondo femminile 1998, in cui la squadra giunse quinta.
Nel 1999 gli Wallabies divennero bicampioni del mondo, battendo nella finale del torneo a Cardiff la Francia per 35-12.
Nel 2003 la federazione organizzò la V Coppa del Mondo, in cui l’Australia giunse fino alla finale di Sydney poi persa contro l’Inghilterra, in casa della quale aveva vinto 12 anni addietro il suo primo titolo.
Il 2010 vide il miglior risultato fino ad allora mai raggiunto dalla nazionale femminile: per la prima volta le Wallaroos giunsero alla semifinale del torneo; benché sconfitte 0-15 dalle più esperte inglesi, che organizzavano il torneo, riuscirono a guadagnare il terzo posto finale nella gara di consolazione contro la Francia, battuta 22-8.
Per quanto riguarda l’attività nel rugby a 7, la nazionale femminile si aggiudicò la vittoria nella Coppa del Mondo 2009 e, soprattutto, la medaglia d’oro del primo torneo olimpico del 2016, battendo in finale la Nuova Zelanda 24-17 a Rio de Janeiro.
A fine ottobre 2017 la federazione cambiò ufficialmente nome in Rugby Australia e adottò un nuovo marchio abbandonando quindi l’immagine stilizzata di un wallaby che aveva caratterizzato il rugby australiano per tutta la prima parte del XXI secolo; al suo posto lo studio grafico di Sydney Digilante propose un logotipo senza pittogrammi, che riporta su due righe la scritta “RUGBY AU” con un carattere grassetto senza grazie simile al Gotham Bold.
Il logotipo è di colore blu marino tranne le due “U” allineate verticalmente di “RUGBY” e di “AU”, che sono di colore acquamarina e hanno l’anello interrotto come a formare due “J” contrapposte.